# Steve Hunt (Schlagzeuger)
Steve Hunt (* 9. August 1954 in Geneva, Illinois) ist ein US-amerikanischer Jazz- und Improvisationsmusiker (Schlagzeug, auch Vibraphon).

## Leben und Wirken
Hunt ist seit den 1980er-Jahren in der Chicagoer Improvisationsszene tätig. Seit 1980 spielte er in Hal Russells NRG Ensemble Schlagzeug und Vibraphon; außerdem steuerte er eine Reihe von Kompositionen bei. Mit der Gruppe tourte er auch mehrmals in Europa, dokumentiert auf den ECM-Alben The Finnish/Swiss Tour (1990) und The Hal Russell Story (1992). Nach Russells Tod 1992 gehörte er weiterhin zum NRG Ensemble, in dem damals auch Ken Vandermark spielte.
Mitte der 1990er-Jahre arbeitete Hunt im Trio Caffeine (mit Ken Vandermark und Jim Baker), ferner in der Formation EKS (mit dem Pianisten Eric Johnson und dem Bassisten Kyle Jones) sowie mit den Bandprojekten Sobriety Unleashed, A Thousand Excuses und The Stockholmoes. Er spielte auch mit Andre Caporaso, Tony Suto, Jim Masters und der Band Witches and Devils. Ab 2005 trat er regelmäßig mit dem Ensemble Extraordinary Popular Delusions auf, dem Jim Baker, Mars Williams und Brian Sandstrom angehörten; das gleichnamige Album (erschienen auf Okka Disk) entstand 2005. Seit 2010 tritt die Band regelmäßig im Beat Kitchen in Chicago auf. Des Weiteren spielte Hunt u. a. mit Michael Zerang, Jeb Bishop, Keefe Jackson, Urs Leimgruber, Harrison Bankhead, Josh Abrams, Jason Roebke, Anton Hatwich, Nate McBride, Josh Berman, Jason Stein, Didier Petit, Kent Kessler und Artur Majewski. Im Bereich des Jazz war er zwischen 1981 und 2005 an 19 Aufnahmesessions beteiligt.
Der Schlagzeuger ist nicht mit dem gleichnamigen Jazzpianisten (* 1958) zu verwechseln.

## Diskographische Hinweise
- NRG Ensemble: Calling All Mothers (Quinnah, 1993), mit Mars Williams, Ken Vandermark, Brian Sandstrom, Kent Kessler
- Jim Baker/Steve Hunt/Ken Vandermark: Caffeine (Okka Disk, 1994)
- NRG Ensemble: This Is My House (Delmark, 1995)
- Witches & Devils: At the Empty Bottle (Knitting Factory Works, 1997), mit Ken Vandermark, Mars Williams, Jim Baker, Fred Lonberg-Holm, Kent Kessler
- Mars Williams: An Ayler Xmas Volume 2 (ESP-Disk, 2018)
- Jim Baker, Steve Hunt, Jacob Heinemann Horizon Scanners (2024)